# Corporación Deportes Quindío
La Corporación Deportes Quindío és un club de futbol colombià de la ciutat d'Armenia (Quindío). Va ser fundat el 14 d'agost de 1938. Ha guanyat les competicions de Fútbol Profesional Colombiano (1956)
i Primera B (2001).